# Hygrophila mutica
Hygrophila mutica är en akantusväxtart som först beskrevs av Charles Baron Clarke, och fick sitt nu gällande namn av Vollesen. Hygrophila mutica ingår i släktet Hygrophila och familjen akantusväxter. Inga underarter finns listade i Catalogue of Life.